# ناحیه فارستویل، شهرستان فیلمور، مینه سوتا
ناحیه فارستویل (به انگلیسی: Forestville Township) یک منطقهٔ مسکونی در ایالات متحده آمریکا است که در شهرستان فیلمور، مینه‌سوتا واقع شده‌است.
 ناحیه فارستویل ۹۳٫۶ کیلومتر مربع مساحت و ۳۸۶ نفر جمعیت دارد و ۳۸۱ متر بالاتر از سطح دریا واقع شده‌است.